# Germarostes jamaicensis
Germarostes jamaicensis là một loài bọ cánh cứng trong họ Hybosoridae. Loài này được Howden miêu tả khoa học năm 1978.